# Кремпельхубер, Август фон
А́вгуст фон Кремпельху́бер (нем. August von Krempelhuber, 1813—1882) — немецкий лихенолог и лесовод.

## Биография
Кремпельхубер родился в Мюнхене 14 сентября 1813 года. Учился лесоведению в Мюнхене, с 1847 года работал в лесничестве Миттенвальда (Верхняя Бавария). В 1855 году возглавил Мюнхенское лесничество.
Владел немецким, греческим, английским, шведским, французским, итальянским языками и латынью. В 1872 году Мюнхенский университет присвоил Кремпельхуберу почётную степень доктора. В 1879 году Август стал королевским лесоводом.
Август фон Кремпельхубер скончался 2 октября 1882 года в Мюнхене.
В 1861 году Август фон Кремпельхубер издал монографию флоры лишайников Баварии. В дальнейшем он продолжил изучение лихенологии, определял и описывал образцы, присылаемые ему со всего мира.
В 1883 году гербарий Кремпельхубера был выставлен на продажу. В настоящее время он хранится в Ботаническом саду Мюнхен-Нимфенбург (M).

## Некоторые публикации
- Krempelhuber, A. Die Lichenen-Flora Bayerns. — Regensburg, 1861. — 317 p.
- Krempelhuber, A. Geschichte und Literatur der Lichenologie. — München, 1867—1872. — 3 vols.
- Krempelhuber, A. Lichenes brasilienses, collecti a D. A. Glaziou. — Regensburg, 1876. — 91 p.

## Род и виды, названные в честь А. Кремпельхубера
- Krempelhuberia A.Massal., 1854, nom. rej. [= Pseudographis Nyl., 1855, nom. cons.]
- Buellia krempelhuberi Zahlbr., 1931, nom. nov.
- Cladonia krempelhuberi (Vain.) Zahlbr., 1926 [≡ Cladonia verticillata var. krempelhuberi Vain., 1894]
- Coniangium krempelhuberi A.Massal., 1855 [= Arthonia patellulata Nyl., 1853]
- Involucrothele krempelhuberi Servít, 1953
- Lecanora krempelhuberi Schaer., 1851 [= Lecanora cenisia Ach., 1810]
- Lecanora krempelhuberi Jatta, 1900, nom. illeg. [= Aspicilia verruculosa Kremp., 1861]
- Ocellularia krempelhuberi Zahlbr., 1923, nom. nov.
- Pertusaria krempelhuberi Müll.Arg., 1896 [= Pertusaria circumcincta Stirt., 1875]
- Phaeotrema krempelhuberi Redinger, 1936 [≡ Redingeria krempelhuberi (Redinger) Frisch, 2006]
- Scutula krempelhuberi Körb., 1865
- Trypethelium krempelhuberi Makhija & Patw., 1992
- Umbilicaria krempelhuberi Müll.Arg., 1889
- Usnea krempelhuberi Motyka, 1938 [= Usnea steineri Zahlbr., 1909]
- Verrucaria krempelhuberi Lindau, 1913 [= Verrucaria pinguicula A.Massal., 1856]